# دار المرأة والمدرسة المهنية
مدرسة المرأة المنزلية والمهنية كانت مؤسسة عامة إسبانية تهدف إلى تدريب النساء. نشأت بهدف إعدادهن للقيام بدورهن كأمهات وزوجات في المنزل. كما قدمت لهن تدريباً يمكنهن من الحصول على دخل من خلال ممارسة مهنة.
| دار المرأة والمهنية        | دار المرأة والمهنية | دار المرأة والمهنية |
| -------------------------- | ------------------- | ------------------- |
| النوع                      | مدرسة               | مدرسة               |
| التأسيس                    | 1911                | 1911                |
| [editar datos en Wikidata] |                     |                     |

## خلفيات
جمعية تعليم المرأة (AEM) في أواخر القرن التاسع عشر كانت تقدم بالفعل للطالبات الأكبر من عشر سنوات صفاً خاصاً للأشغال اليدوية شمل الخياطة البيضاء والتطريز والدانتيل؛ وكذلك للطالبات الأكبر من أربعة عشر عاماً صفاً للخياطة وتفصيل الملابس للنساء والأطفال والملابس البيضاء للاستخدام المنزلي. نفس المؤسسة في فالنسيا خططت لإنشاء مدرسة منزل حقيقية تضمنت مدرسة للخياطة والتطريز.
في مدريد، مركز الثقافة الشعبية النسائية الأمريكي الإيبيري الذي تأسس في 1906 من قبل الاتحاد الأمريكي الإيبيري حصل في بداياته على دعم تربوي ومادي من جمعية تعليم المرأة (AEM). منذ البداية أرادوا إنشاء قسم لمدارس الأمهات. كانت الرئاسة في مجلس الإدارة لماريا فينيالز، المعروفة بلقبها ماركيزا دي آيربي، وكانت ماتيلدي غارسيا ديل ريال من الأعضاء الرئيسيين التي دفعت هذا القسم الذي كان نواة أول مدرسة منزلية أنشئت في إسبانيا.

## التأسيس
في مدريد، اقترحت في قانون الموازنة لشهر يناير 1911 إنشاء مدرسة المرأة المنزلية والمهنية رسميًا. قدّم الاقتراح الوزير خوليو بوريل، لكن التنفيذ تم في 7 ديسمبر بمرسوم ملكي بدعم من الوزير أماليو خيمينيو. كان الهدف من إنشائها أن تتخرج النساء متعلمات للحياة المنزلية، مع تعليم علمي، فني وعملي يمكنهن من العمل مهنياً. كانت تتبع الاتجاه الأوروبي لتعليم فنون إدارة المنزل، التي تُدرّس في مؤسسات لإعداد ربات المنازل المستقبليات في سويسرا، فرنسا وبلجيكا.

## خطط الدراسة

### منذ تأسيسها حتى 1925
كانت مقسمة إلى ثلاث تعليمات: عامة، مهنية، ومنزلية.
- التعليم العام (سنتان) قواعد ونظام الكتابة وعناصر الرياضيات والجغرافيا والتاريخ والفيزياء والكيمياء الأساسية والعلوم الطبيعية والقانون العام والتربية المدنية والموسيقى[1]

- التعليم المهني مقسم إلى:

- صناعات فنية: رسم ونمذجة، تاريخ الفن، تفصيل الملابس والملابس البيضاء، تعلم التطريز بالدانتيل والزهور الصناعية، والتطريز.

- صناعات ميكانيكية: إضافة لمادة القوى المحركة.

- تخصص تجاري: رياضيات، جغرافيا بريدية، كتابة سريعة، طباعة، محاسبة وقانون تجاري.[1]

- التعليم المنزلي (دورتان ربع سنويتان): المجموعة الأولى: النظافة، رعاية الأطفال، العلاجات المنزلية، رعاية المرضى. المجموعة الثانية: الاقتصاد، المحاسبة المنزلية، تفصيل وصيانة الملابس اليومية، فنون الطهي. الالتحاق بالتعليم المنزلي يتطلب إتمام التعليم العام بنجاح ويمكن الجمع بينه وبين التعليم المهني.[1]

- مدة التخصصات المهنية سنتان، ما عدا الصناعات الفنية سنة واحدة.[1] الشروط: عمر 12 سنة واجتياز اختبار قراءة وكتابة وحساب أساسي.[1]

- في 1916 بدأ تقديم شهادة المعلمة، التي كانت تُمنح سابقاً في مدرسة المعلمات التي أسسها فرناندو دي كاسترو في 1869، وكانت تمهيداً لـ AEM.[1]

### من 1925 حتى الجمهورية الثانية
في عهد ديكتاتورية بريمو دي ريفيرا، اختصر التعليم ليصبح منزلياً فقط، وفقد دوره المهني.
- الدراسة العامة شملت النظافة، رعاية الأطفال، العلاجات المنزلية، رعاية المرضى، الاقتصاد والمحاسبة المنزلية، الترفيه، تفصيل الملابس اليومية، وفنون الطهي.

- الدراسة التطبيقية شملت الرسم الخطي والفني، التصغير والمينا، الأعمال في القرون، تفصيل الملابس والقبعات والكورسيهات والزهور الصناعية، الدانتيل، التطريز اليدوي والآلي، والأشغال اليدوية.

- القسم الخاص شمل الكتابة السريعة والطباعة.[1]

- عدد الطالبات انخفض للنصف رغم استمرار التعليم مجانياً.[1]

### في الجمهورية الثانية
مع قدوم الجمهورية الثانية، جرى إصلاح جديد كلّف به ماريا لويسا نافارو مارغاتي. نظّم نادي لايسيوم فعالية للاحتفال بتعيينها. كانت تنوي تخصيص المدرسة أساساً للتعليم المهني. من اقتراحاتها كان تغيير اسمها إلى مدرسة المرأة المهنية. مع ذلك، نُفّذ قليل من هذه الاقتراحات.
خلال الحرب الأهلية تحولت صفوف المدرسة إلى ورش لتفصيل الملابس للجبهة والمستشفيات. نشرت إيلينا فورتون مقالة في مجلة كرونيكا وصفت فيها هذا الاستخدام الجديد للمرافق، ممدحة المدرسات والطالبات.

## بعد الحرب الأهلية
بذات الاسم، أنشئ ملحقات في المعاهد النسائية لتدريس مواد إلزامية للطالبات في مرحلة البكالوريا. كانت تُدرّس هذه المواد بواسطة أساتذة من القسم النسائي. المواد كانت تهدف إلى تحقيق إدارة جيدة للمنزل، ومنها: الاقتصاد المنزلي، تفصيل وخياطة الملابس، الغسيل، الكي، رعاية الأطفال، والنظافة. بالإضافة إلى ذلك، كانت تُدرّس مواد الدين، النقابية الوطنية، وتاريخ إسبانيا.

## المقر
بدأت في الطابق الرئيسي في رقم 3 بشارع كوستا دي سانتو دومينغو حيث بدأت نشاطها في مارس 1912. بعد عام انتقلت إلى فندق في باسييو دي لا كاستيلانا رقم 60، ثم إلى الرقم 72. في عام 1932 انتقلت إلى شارع بينار رقم 7.